# Fedcupový tým Běloruska
Tým Běloruska v Billie Jean King Cupu reprezentuje Bělorusko v tenisové soutěži ženských týmů od roku 1994 pod vedením národního tenisového svazu. Před tímto datem běloruské tenistky soutěžily v rámci sovětského fedcupového družstva, když Běloruská socialistická republika byla do roku 1991 součástí Sovětského svazu.
Bělorusko se probojovalo do světového finále v roce 2017, v němž podlehlo Spojeným státům. Po ruské invazi na Ukrajinu v závěru února 2022 byly reprezentace Ruska a Běloruska do odvolání vyloučeny ze soutěže. Bělorusko poskytlo ruské armádě zázemí k napadení.
Od dubnové světové baráže 2018 je nehrající kapitánkou týmu Taťána Pučeková.

## Historie

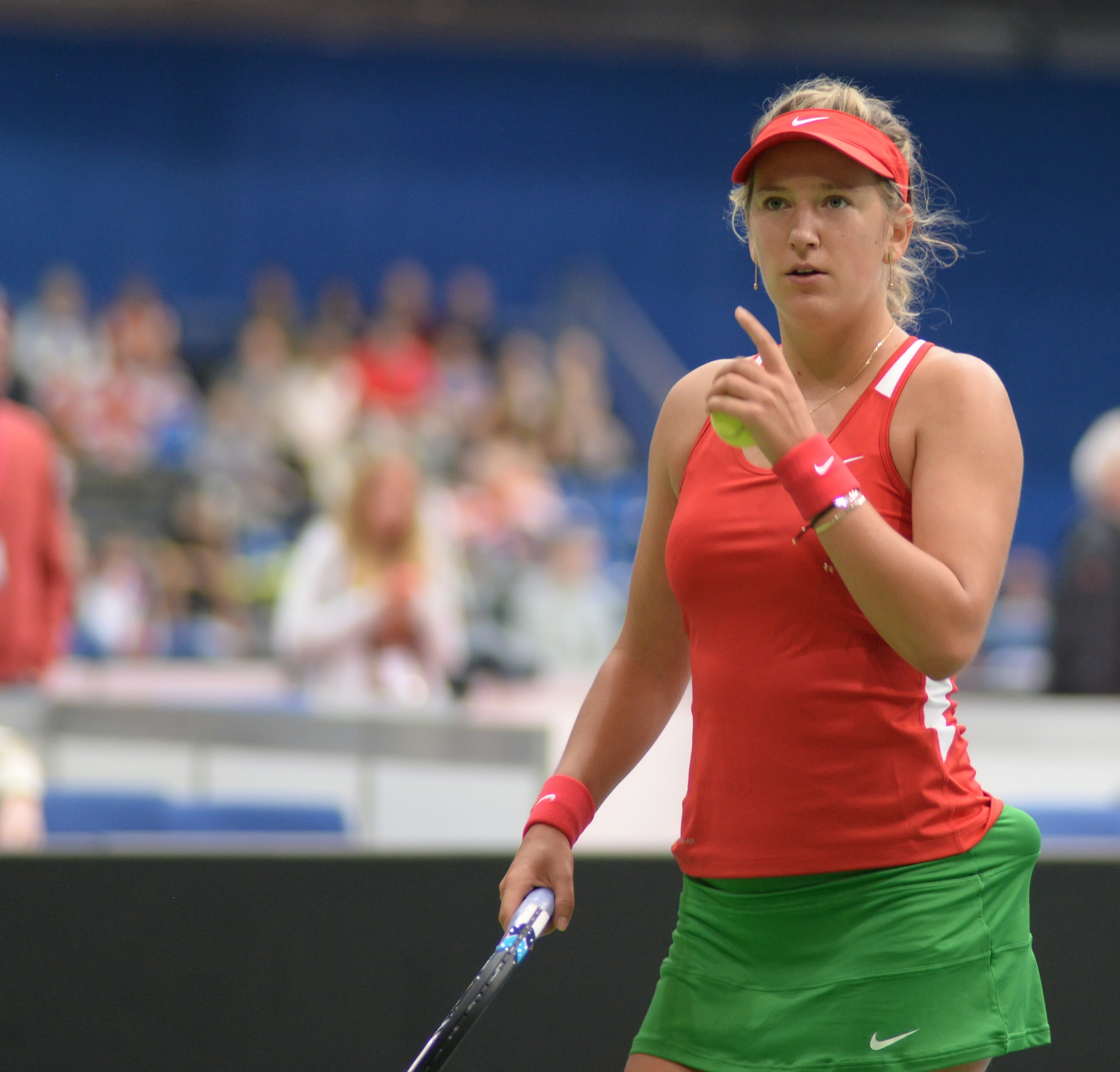
Viktoria Azarenková v euroafrické zóně 2015

Před ziskem nezávislosti samostatného běloruského státu v roce 1991 reprezentovaly běloruské tenistky předchozí státní útvar Sovětský svaz.
V roce 2011 Bělorusky vyhrály blok C 1. skupiny zóny Evropy a Afriky, v následné baráži zdolaly Polsko a postoupily do barážového zápasu o Světovou skupinu II. Zápas s Estonskem se zapsal do historie Billie Jean King Cupu, když skončil nejvýraznějším rozdílem, jaký kdy byl zaznamenán. Běloruské hráčky deklasovaly soupeřky 5:0 na zápasy, když Estonky uhrály ve všech pěti utkáních pouze 13 gamů.
Ve Fed Cupu 2017 hrálo Bělorusko podruhé ve Světové skupině, když při své premiéře v soutěži, během Poháru federace 1994, podlehlo v úvodním kole Nizozemsku. Stejnému soupeři oplatilo porážku v minském čtvrtfinále a postoupilo po výhře 4:1 na zápasy. V semifinále si Bělorusky poradily se Švýcarskem 3:2 a poprvé v historii soutěže postoupily do finálového klání. V Minsku přivítaly Spojené státy, které na titul čekaly sedmnáct let. Americká jednička Coco Vandewegheová vyhrála dvouhry nad Aljaksandrou Sasnovičovou i Arynou Sabalenkovou. Naopak dvojka Sloane Stephensová podlehla v obou singlech. Duel tak rozhodla až závěrečná čtyřhra, jíž ovládl americký pár Shelby Rogersová Vandewegheová po výhře nad Sabalenkovou a Sasnovičovou. Konečným výsldkem 3:2 na zápasy získaly Spojené státy 18. titul.

## Chronologie zápasů

### 2010–2019
| Rok  | soutěž                      | datum             | místo                 | povrch    | soupeř        | skóre | výsledek |
| ---- | --------------------------- | ----------------- | --------------------- | --------- | ------------- | ----- | -------- |
| 2017 | Světová skupina, 1. kolo    | 11.–12. února     | Minsk, Bělorusko      | tvrdý (h) | Nizozemsko    | 4–1   | výhra    |
| 2017 | Světová skupina, semifinále | 22.–23. dubna     | Minsk, Bělorusko      | tvrdý (h) | Švýcarsko     | 3–2   | výhra    |
| 2017 | Světová skupina, finále     | 11.–12. listopadu | Minsk, Bělorusko      | tvrdý (h) | Spojené státy | 2–3   | porážka  |
| 2018 | Světová skupina, 1. kolo    | 10.–11. února     | Minsk, Bělorusko      | tvrdý (h) | Německo       | 2–3   | prohra   |
| 2018 | baráž Světové skupiny       | 21.–22. dubna     | Minsk, Bělorusko      | tvrdý (h) | Slovensko     | 3–2   | výhra    |
| 2019 | Světová skupina, 1. kolo    | 9.–10. února      | Braunschweig, Německo | tvrdý (h) | Německo       | 4–0   | výhra    |
| 2019 | Světová skupina, semifinále | 20.–21. dubna     | Brisbane, Austrálie   | tvrdý     | Austrálie     | 2–3   | prohra   |

### 2020–2029
| Rok  | soutěž                                              | datum                                               | místo                                               | povrch                                              | soupeř                                              | skóre                                               | výsledek                                            |
| ---- | --------------------------------------------------- | --------------------------------------------------- | --------------------------------------------------- | --------------------------------------------------- | --------------------------------------------------- | --------------------------------------------------- | --------------------------------------------------- |
| 2021 | Kvalifikační kolo                                   | 7.–8. února 2020                                    | Haag, Nizozemsko                                    | antuka (h)                                          | Nizozemsko                                          | 3–2                                                 | výhra                                               |
| 2021 | Finálový turnaj, základní skupina                   | 1. listopadu 2021                                   | Praha, Česko                                        | tvrdý (h)                                           | Belgie                                              | 1–3                                                 | prohra                                              |
| 2021 | Finálový turnaj, základní skupina                   | 4. listopadu 2021                                   | Praha, Česko                                        | tvrdý (h)                                           | Austrálie                                           | 1–3                                                 | prohra                                              |
| 2022 | vyloučení ze soutěže kvůli ruské invazi na Ukrajinu | vyloučení ze soutěže kvůli ruské invazi na Ukrajinu | vyloučení ze soutěže kvůli ruské invazi na Ukrajinu | vyloučení ze soutěže kvůli ruské invazi na Ukrajinu | vyloučení ze soutěže kvůli ruské invazi na Ukrajinu | vyloučení ze soutěže kvůli ruské invazi na Ukrajinu | vyloučení ze soutěže kvůli ruské invazi na Ukrajinu |
| 2023 | vyloučení ze soutěže kvůli ruské invazi na Ukrajinu | vyloučení ze soutěže kvůli ruské invazi na Ukrajinu | vyloučení ze soutěže kvůli ruské invazi na Ukrajinu | vyloučení ze soutěže kvůli ruské invazi na Ukrajinu | vyloučení ze soutěže kvůli ruské invazi na Ukrajinu | vyloučení ze soutěže kvůli ruské invazi na Ukrajinu | vyloučení ze soutěže kvůli ruské invazi na Ukrajinu |
| 2024 | vyloučení ze soutěže kvůli ruské invazi na Ukrajinu | vyloučení ze soutěže kvůli ruské invazi na Ukrajinu | vyloučení ze soutěže kvůli ruské invazi na Ukrajinu | vyloučení ze soutěže kvůli ruské invazi na Ukrajinu | vyloučení ze soutěže kvůli ruské invazi na Ukrajinu | vyloučení ze soutěže kvůli ruské invazi na Ukrajinu | vyloučení ze soutěže kvůli ruské invazi na Ukrajinu |

## Přehled finále: 1 (0–1)
| Výsledek  | Č. | Datum a místo konání                                                          | Bělorusky                                                                 | Soupeřky ve finále                                                     | Skóre | Zdroj  |
| --------- | -- | ----------------------------------------------------------------------------- | ------------------------------------------------------------------------- | ---------------------------------------------------------------------- | ----- | ------ |
| Finalista | 1. | Fed Cup 2017 11.–12. listopadu 2017 Minsk, Bělorusko tvrdý (h), Čižovka-Arena | Aljaksandra Sasnovičová Aryna Sabalenková Věra Lapková Lidzija Marozavová | Spojené státy                                                          | 2–3   | [ 11 ] |
| Finalista | 1. | Fed Cup 2017 11.–12. listopadu 2017 Minsk, Bělorusko tvrdý (h), Čižovka-Arena | Aljaksandra Sasnovičová Aryna Sabalenková Věra Lapková Lidzija Marozavová | Coco Vandewegheová Sloane Stephensová Shelby Rogersová Alison Riskeová | 2–3   | [ 11 ] |

## Složení týmu
| Rok  | Členky týmu             | Členky týmu              | Členky týmu              | Členky týmu              |
| ---- | ----------------------- | ------------------------ | ------------------------ | ------------------------ |
| 1994 | Nataša Zverevová        | Tatiana Ignatěvová       | —                        | —                        |
| 1995 | Nataša Zverevová        | Tatiana Ignatěvová       | —                        | —                        |
| 1996 | Nataša Zverevová        | Tatiana Ignatěvová       | Olga Barabanščikovová    | —                        |
| 1997 | Nataša Zverevová        | Olga Barabanščikovová    | —                        | —                        |
| 1998 | Nataša Zverevová        | Olga Barabanščikovová    | Naděžda Ostrovská        | —                        |
| 1999 | Nataša Zverevová        | Olga Barabanščikovová    | Taťána Pučeková          | Naděžda Ostrovská        |
| 2000 | Naděžda Ostrovská       | Olga Barabanščikovová    | Taťána Pučeková          | —                        |
| 2001 | Taťána Pučeková         | Olga Barabanščikovová    | Naděžda Ostrovská        | Alena Jaryšková          |
| 2002 | Taťána Pučeková         | Naděžda Ostrovská        | Olga Barabanščikovová    | Nataša Zverevová         |
| 2003 | Taťána Pučeková         | Olga Barabanščikovová    | Naděžda Ostrovská        | Taťána Uvarovová         |
| 2004 | Taťána Pučeková         | Taťána Uvarovová         | Anastasia Jakimovová     | Darja Kustovová          |
| 2005 | Taťána Pučeková         | Jekatěrina Dzegalevičová | Anastasija Jakimovová    | Viktoria Azarenková      |
| 2006 | Anastasija Jakimovová   | Viktoria Azarenková      | Taťána Pučeková          | Jekatěrina Dzegalevičová |
| 2007 | Viktoria Azarenková     | Anastasija Jakimovová    | Taťána Pučeková          | Xenia Milevská           |
| 2008 | Olga Govorcovová        | Taťána Pučeková          | Darja Kustovová          | Ima Bohušová             |
| 2009 | Viktoria Azarenková     | Olga Govorcovová         | Jekatěrina Dzegalevičová | Taťána Pučeková          |
| 2010 | Viktoria Azarenková     | Olga Govorcovová         | Jekatěrina Dzegalevičová | Taťána Pučeková          |
| 2011 | Viktoria Azarenková     | Olga Govorcovová         | Darja Kustovová          | Taťána Pučeková          |
| 2012 | Viktoria Azarenková     | Anastasija Jakimovová    | Olga Govorcovová         | Darja Kustovová          |
| 2012 | Olga Govorcovová        | Darja Kustovová          | Aljaksandra Sasnovičová  | Darja Lebeševová         |
| 2013 | Ilona Kremenová         | Aljaksandra Sasnovičová  | Lidzija Marozavová       | Jekatěrina Dzegalevičová |
| 2014 | Olga Govorcovová        | Aljaksandra Sasnovičová  | Ilona Kremenová          | Iryna Šymanovičová       |
| 2015 | Viktoria Azarenková     | Aljaksandra Sasnovičová  | Olga Govorcovová         | Věra Lapková             |
| 2016 | Olga Govorcovová        | Aljaksandra Sasnovičová  | Věra Lapková             | Nika Šytkuská            |
| 2016 | Viktoria Azarenková     | Olga Govorcovová         | Aljaksandra Sasnovičová  | Aryna Sabalenková        |
| 2017 | Olga Govorcovová        | Aljaksandra Sasnovičová  | Aryna Sabalenková        | Věra Lapková             |
| 2017 | Lidzija Marozavová      | —                        | —                        | —                        |
| 2018 | Aljaksandra Sasnovičová | Aryna Sabalenková        | Věra Lapková             |                          |
| 2019 | Aryna Sabalenková       | Aljaksandra Sasnovičová  | Viktoria Azarenková      | Věra Lapková             |
| 2019 | Lidzija Marozavová      | —                        | —                        | —                        |
| 2021 | Aljaksandra Sasnovičová | Julija Hatouková         | Iryna Šymanovičová       | Věra Lapková             |
| 2021 | Lidzija Marozavová      | Viktoria Azarenková      | Olga Govorcovová         | Anna Kubarevová          |